# سایوری یوشیناگا
سایوری یوشیناگا (انگلیسی: Sayuri Yoshinaga؛ زادهٔ ۱۳ مارس ۱۹۴۵) هنرپیشه اهل ژاپن است.